# Agua Buena Airport
Agua Buena Airport är en flygplats i Chile.   Den ligger i provinsen Provincia de Malleco och regionen Región de la Araucanía, i den södra delen av landet, 500 km söder om huvudstaden Santiago de Chile. Agua Buena Airport ligger 374 meter över havet.
Terrängen runt Agua Buena Airport är platt. Närmaste större samhälle är Collipulli, 16,7 km väster om Agua Buena Airport.
I omgivningarna runt Agua Buena Airport växer i huvudsak blandskog. Runt Agua Buena Airport är det glesbefolkat, med 18 invånare per kvadratkilometer.